# Rusenski Lom
Il Rusenski Lom (in bulgaro Русенски Лом?) è un fiume della Bulgaria nord-occidentale, l'ultimo affluente maggiore di destra del Danubio. Esso è formato dai fiumi Beli Lom (che nasce a Razgrad) e Černi Lom (che nasce a Popovo).

## Geografia
La sorgente del Beli Lom è a 360 m sul livello del mare ed è accettata convenzionalmente come la sorgente del Rusenski Lom. Prima di fondersi insieme, il Černi Lom percorre 130 km e il Beli Lom 140 km; essi hanno un bacino di drenaggio di 1.549 km² e di 1.276 km² rispettivamente.
Entrambi i fiumi scorrono verso nord ovest; il Beli Lom va ad ovest, verso Senovo, e il Černi Lom scorre a nord-est, verso Širokovo, perciò i due fiumi si avvicinano per unirsi a nord di Ivanovo.
Il Rusenski Lom sfocia nel Danubio presso Ruse, che dà il nome al fiume, con una lunghezza totale (dalla sorgente del Beli Lom) di 196,9 km. La foce è a 18 m sul livello del mare.
Il Rusenski Lom scorre nel parco naturale ad esso intitolato.